# 개 (불교)
개(蓋)는 다음의 분류, 그룹 또는 체계의 한 요소이다.
- 번뇌의 여러 다른 이름 가운데 하나이다.

개(蓋, 산스크리트어: āvarana, nīvaraṇa)는 부장(覆障: 덮어 가로막음)을 뜻으로, 번뇌의 다른 말인데, 번뇌가  마음을 덮어 선심(善心) 또는 청정심(清淨心)을 내는 것을 가로막는 것을 뜻하거나, 또는 번뇌가 제법(諸法)의 진실의(眞實義)를 덮어 가려서 알지 못하게 가로막는 것을 뜻한다.
통상적으로 탐욕개(貪欲蓋: 탐욕) · 진에개(瞋恚蓋: 성냄) · 혼면개(惛眠蓋: 게으름) · 도회개(掉悔蓋: 들뜸과 후회) · 의개(疑蓋: 의심)의 5개(五蓋)를 말한다.
개(蓋)는 의미상으로는 번뇌와 동의어이지만, 범위상으로는 통상적으로 5개를 의미한다는 측면에서는 번뇌의 범위가 더 넓으므로 개(蓋)는 번뇌에 속한다고 할 수 있다. 달리 말해, 넓은 뜻에서는 개(蓋)는 번뇌와 동의어이다.
부파불교의 설일체유부의 논서 《구사론》 제21권에 따르면, 모든 번뇌에는 다 '개(蓋)'의 뜻이 있는데 통상적으로 5개만을 개(蓋)라고 하는 것은 5개가 계온(戒蘊) · 정온(定蘊) · 혜온(慧蘊) · 해탈온(解脫蘊) · 해탈지견온(解脫知見蘊)의 무루5온(無漏五蘊) 즉 5분법신(五分法身)에 대해 뛰어난 장애가 되기 때문이다.

## 경론별 설명

### 구사론
부파불교의 설일체유부의 논서 《구사론》 제21권에 따르면,
모든 번뇌에는 다 '개(蓋)'의 뜻이 있다. 즉 선심 또는 청정심을 덮고 가린다는 뜻이 있다. 달리 말해, 모든 번뇌는 수번뇌를 등기(等起)시키며, 무루성도를 은폐하고 장애[覆蓋]하여 무루성도로 나아가지 못하게 한다는 뜻을 가지고 있다.
이와 같이 모든 번뇌에 다 '개(蓋)'의 뜻이 있음에도 불구하고, 통상적으로 5개만을 개(蓋)라고 하는 것은 5개가 계온(戒蘊) · 정온(定蘊) · 혜온(慧蘊) · 해탈온(解脫蘊) · 해탈지견온(解脫知見蘊)의 무루5온(無漏五蘊) 즉 5분법신(五分法身)에 대해 뛰어난 장애가 되기 때문이다.
《구사론》 제21권에 기술된 설일체유부의 교학에 따르면, 5개와 무루5온의 관계는 다음과 같다.
- 탐욕개와 진에개 즉 탐(貪)과 진(瞋)은 계온(戒蘊)을 장애한다.
- 혼면개 즉 혼침과 수면은 혜온(慧蘊)을 장애한다.
- 도회개 즉 도거와 회(悔) 즉 도거와 악작은 정온(定蘊)을 장애한다.
- 의개 즉 의(疑)는 해탈온(解脫蘊)과 해탈지견온(解脫知見蘊)을 장애한다.

이들 중 마지막의 '의개 즉 의(疑)가 해탈온과 해탈지견온에 대한 장애가 된다는 것'이란 정온과 혜온이 없으면 4성제에 대해 의심하게 되고, 4성제에 대해 의심하게 되면 해탈온과 해탈지견온을 일으킬 수 없기 때문에 의(疑)가 해탈온과 해탈지견온에 장애가 된다고 표현하는 것이다.

### 유가사지론
대승불교의 유식유가행파의 논서 《유가사지론》 제8권에 따르면,
개(蓋)는 번뇌의 다른 이름인 결(結) · 박(縛) · 수면(隨眠) · 수번뇌(隨煩惱) · 전(纏) · 폭류(暴流) · 액(軛) · 취(取) · 계(繫) · 개(蓋) · 주올(株杌) · 구(垢) · 상해(常害) · 전(箭) · 소유(所有) · 근(根) · 악행(惡行) · 누(漏) · 궤(匱) · 소(燒) · 뇌(惱) · 유쟁(有諍) · 화(火) · 치연(熾然) · 조림(稠林) · 구애(拘礙) 가운데 하나이다.
개(蓋)는 부진실의(覆眞實義)을 뜻한다. 즉, 번뇌가 진실의(眞實義)를 가려서 유정으로 하여금 제법(諸法)의 진실의(眞實義)를 알지 못하게 한다는 것을 뜻한다.
개(蓋)는 특히 탐욕개(貪欲蓋) · 진에개(瞋恚蓋) · 혼침수면개(惛沈睡眠蓋) · 도거악작개(掉舉惡作蓋) · 의개(疑蓋)의 5개(五蓋)를 말한다.

## 분류

### 5개
통상적으로 개(蓋)는 탐욕개(貪欲蓋: 탐욕) · 진에개(瞋恚蓋: 성냄) · 혼면개(惛眠蓋: 게으름) · 도회개(掉悔蓋: 들뜸과 후회) · 의개(疑蓋: 의심)의 5개(五蓋)를 말한다.
- 탐욕개(貪欲蓋, 산스크리트어: rāga-āvarana): 탐욕, 5욕(五欲)에 집착하는 것
- 진에개(瞋恚蓋, 산스크리트어: pratigha-āvarana): 성냄, 성내는 것
- 혼면개(惛眠蓋, 산스크리트어: styāna-middha-āvarana) 또는 혼침수면개(惛沈睡眠蓋): 게으름, 마음이 흐리고 몸이 무거워지는 것
- 도회개(掉悔蓋, 산스크리트어: auddhatya-kaukrtya-āvarana) 또는 도거악작개(掉舉惡作蓋): 들뜸, 마음이 흔들리고 근심 또는 후회하는 것
- 의개(疑蓋, 산스크리트어: vicikitsā-āvarana): 의심, 즉 법에 대하여 결단하지 못하고 미루는 것

대승불교 경전인 《해심밀경》 제3권과 대승불교의 유식유가행파의 논서 《유가사지론》 제77권과 《해심밀경소》 제7권에 따르면,
- 도거악작개는 사마타(奢摩他)를 장애한다.
- 혼침수면개와 의개는 비발사나(毘缽舍那)를 장애한다.
- 탐욕개와 진에개는 사마타와 비발사나 둘 다를 장애한다.

## 같이 보기
- 3도: 견도 · 수도 · 무학도
  - 견도: 16심 · 고법지인
  - 무학도: 34심
  - 성문 수행계위: 4향4과 - 10결(= 5하분결 + 5상분결)
  - 보살 수행계위: 52위
- 현관: 4제현관 · 6현관
- 유루와 무루
- 번뇌의 해석
- 번뇌의 다른 이름
  - 개 · 결 · 계 · 구 · 구애 · 궤 · 근 · 뇌 · 누 · 박 · 상해 · 소 · 소유 · 소해 · 수면 · 수번뇌 · 악행 · 액 · 열 · 유쟁 · 쟁 · 전 · 전 · 조림 · 주올 · 취 · 치연 · 폭류 · 화
- 번뇌의 작용
- 번뇌의 분류
  - 3루
  - 4액
  - 4취
  - 4폭류
  - 5부: 견고소단 · 견집소단 · 견멸소단 · 견도소단 · 수도소단 = 견소단 + 수소단
  - 5주지번뇌
  - 견혹 + 수혹 = 견소단 + 수소단 = 미리혹 + 미사혹 = 분별기 + 구생기
  - 근본번뇌 + 수번뇌
  - 번뇌장 + 소지장
- 번뇌 = 근본번뇌 + 수번뇌
  - 근본번뇌 = 수면
    - 3근본번뇌: 탐 · 진 · 치
    - 6수면: 탐 · 진 · 만 · 무명 · 견 · 의
    - 7수면: 욕탐 · 진 · 유탐 · 만 · 무명 · 견 · 의
    - 10수면: 탐 · 진 · 만 · 무명 · 유신견 · 변집견 · 사견 · 견취 · 계금취 · 의
    - 12수면: 욕탐 · 진 · 색탐 · 무색탐 · 만 · 무명 · 유신견 · 변집견 · 사견 · 견취 · 계금취 · 의
    - 98근본번뇌(설일체유부)
      - 견혹 = 견소단 = 미리혹 = 분별기: 설일체유부의 88근본번뇌
      - 수혹 = 수소단 = 미사혹 = 구생기: 설일체유부의 10근본번뇌

    - 128근본번뇌(유식유가행파)
      - 견혹 = 견소단 = 미리혹 = 분별기: 유식유가행파의 112근본번뇌
      - 수혹 = 수소단 = 미사혹 = 구생기: 유식유가행파의 16근본번뇌

  - 수번뇌 = 전
    - 8전 · 10전 · 6번뇌구
    - 19수번뇌(설일체유부)
      - 소번뇌지법의 10가지 모두: 분 · 부 · 간 · 질 · 뇌 · 해 · 한 · 첨 · 광 · 교
      - 대불선지법의 2가지 모두: 무참 · 무괴
      - 대번뇌지법의 6가지 가운데 5가지: 방일 · 해태 · 불신 · 혼침 · 도거
      - 부정지법의 8가지 가운데 2가지: 수면 · 악작

    - 20수번뇌(유식유가행파)
      - 소수번뇌심소의 10가지 모두: 분 · 한 · 부 · 뇌 · 질 · 간 · 광 · 첨 · 해 · 교
      - 중수번뇌심소의 2가지 모두: 무참 · 무괴
      - 대수번뇌심소의 8가지 모두: 도거 · 혼침 · 불신 · 해태 · 방일 · 실념 · 산란 · 부정지
- 번뇌 = 잡염 = 유부무기 + 불선
  - 유부무기
    - 욕계의 번뇌의 일부 · 색계의 번뇌 · 무색계의 번뇌
    - 4근본번뇌(말나식의 4번뇌: 아치 · 아견 · 아만 · 아애)

  - 불선 · 악
    - 욕계의 번뇌의 대다수
    - 불선근
    - 5악 · 10악
- 번뇌 = 108번뇌 = 98수면 + 10전
- 번뇌 = 개: 5개
- 번뇌 = 결: 2결 · 3결 · 4결 · 5결 · 9결 · 10결(= 5하분결 + 5상분결) · 98결 · 108결
- 번뇌 = 구애: 3구애 · 5구애
- 번뇌 = 뇌: 3뇌
- 번뇌 = 누: 3루
- 번뇌 = 박: 3박 · 4박
- 번뇌 = 사: 7사 · 10사 · 98사 · 128사
- 번뇌 = 악행: 3악행
- 번뇌 = 취: 2취 · 4취

## 참고 문헌
- 곽철환 (2003). 《시공 불교사전》. 시공사 / 네이버 지식백과. |title=에 외부 링크가 있음 (도움말)
- 무착 지음, 현장 한역, 이한정 번역 (K.572, T.1605). 《대승아비달마집론》. 한글대장경 검색시스템 - 전자불전연구소 / 동국역경원. K.572(16-157), T.1605(31-663). |title=에 외부 링크가 있음 (도움말)
- 미륵 지음, 현장 한역, 강명희 번역 (K.614, T.1579). 《유가사지론》. 한글대장경 검색시스템 - 전자불전연구소 / 동국역경원. K.570(15-465), T.1579(30-279). |title=에 외부 링크가 있음 (도움말)
- 세친 지음, 현장 한역, 권오민 번역 (K.955, T.1558). 《아비달마구사론》. 한글대장경 검색시스템 - 전자불전연구소 / 동국역경원. K.955(27-453), T.1558(29-1). |title=에 외부 링크가 있음 (도움말)
- 안혜 지음, 현장 한역, 이한정 번역 (K.576, T.1605). 《대승아비달마잡집론》. 한글대장경 검색시스템 - 전자불전연구소 / 동국역경원. K.576(16-228), T.1606(31-694). |title=에 외부 링크가 있음 (도움말)
- 운허.  동국역경원 편집, 편집. 《불교 사전》. |title=에 외부 링크가 있음 (도움말)
- 중현 지음, 현장 한역, 권오민 번역 (K.957, T.1563). 《아비달마장현종론》. 한글대장경 검색시스템 - 전자불전연구소 / 동국역경원. K.957(28-1), T.1563(29-777). |title=에 외부 링크가 있음 (도움말)
- (영어) DDB. 《Digital Dictionary of Buddhism (電子佛教辭典)》. Edited by A. Charles Muller. |title=에 외부 링크가 있음 (도움말)
- (중국어) 무착 조, 현장 한역 (T.1605). 《대승아비달마집론(大乘阿毘達磨集論)》. 대정신수대장경. T31, No. 1605, CBETA. |title=에 외부 링크가 있음 (도움말)
- (중국어) 미륵 조, 현장 한역 (T.1579). 《유가사지론(瑜伽師地論)》. 대정신수대장경. T30, No. 1579. CBETA. |title=에 외부 링크가 있음 (도움말)
- (중국어) 佛門網. 《佛學辭典(불학사전)》. |title=에 외부 링크가 있음 (도움말)
- (중국어) 星雲. 《佛光大辭典(불광대사전)》 3판. |title=에 외부 링크가 있음 (도움말)
- (중국어) 세친 조, 현장 한역 (T.1558). 《아비달마구사론(阿毘達磨俱舍論)》. 대정신수대장경. T29, No. 1558, CBETA. |title=에 외부 링크가 있음 (도움말)
- (중국어) 안혜 조, 현장 한역 (T.1606). 《대승아비달마잡집론(大乘阿毘達磨雜集論)》. 대정신수대장경. T31, No. 1606, CBETA. |title=에 외부 링크가 있음 (도움말)
- (중국어) 원측 찬 (X.369). 《해심밀경소(解深密經疏)》. 만신찬속장경. X21, No. 369, CBETA. |title=에 외부 링크가 있음 (도움말)
- (중국어) 중현 조, 현장 한역 (T.1563). 《아비달마장현종론(阿毘達磨藏顯宗論)》. 대정신수대장경. T29, No. 1563, CBETA. |title=에 외부 링크가 있음 (도움말)